# Rue Joseph Jaspar
La rue Joseph Jaspar est une ancienne rue du centre de Liège (Belgique) se situant au pied du Thier de la Fontaine.

## Situation et description
Cette courte et étroite rue pavée d'une longueur d'environ 55 m relie le carrefour des rues Lonhienne, Lambert-le-Bègue et Sur-la-Fontaine aux rues Jonfosse et Thier de la Fontaine. Un petit parking occupe la partie sud de la rue.

## Odonymie
Depuis 1932, la rue rend hommage à Joseph Jaspar (1823-1899), électricien et un industriel liégeois fondateur des Ateliers Jaspar. Jusqu'à la fin du XXe siècle, il existait aussi une place Joseph Jaspar située à proximité de la rue mais elle a disparu pour finalement être partiellement bâtie en 2010.

## Patrimoine
L'angle avec les rues Lambert-le-Bègue et Jonfosse est occupé depuis 2010 par un immeuble design dont la façade de quatre étages en brique forme trois quarts d'un cercle reprenant la structure circulaire du cirque d'hiver voisin.
L'ancien cirque d'hiver, immeuble classé, se situe à la limite de la rue Joseph Jaspar et du Thier de la Fontaine.

## Voies adjacentes
- Rue Sur-la-Fontaine
- Rue Lonhienne
- Rue Lambert-le-Bègue
- Rue Jonfosse
- Thier de la Fontaine

### Source et bibliographie
- Yannik Delairesse et Michel Elsdorf, Le nouveau livre des rues de Liège, Liège, Noir Dessin Production, décembre 2008, 2e éd. (1re éd. 2001), 512 p. (ISBN 978-2-87351-143-2 et 2-87351-143-5, présentation en ligne), page 295